# ゾンバレコード
ゾンバレコードとはゾンバ・ミュージック・グループ傘下のレコードレーベル。

## ゾンバレコード所属アーティスト
- ブリトニー・スピアーズ
- バックストリート・ボーイズ
- イン・シンク
- ニック・カーター
- ジャスティン・ティンバーレイク